# Foveifera dahurica
Foveifera dahurica är en fjärilsart som beskrevs av Falkovich 1965. Foveifera dahurica ingår i släktet Foveifera och familjen vecklare. Inga underarter finns listade i Catalogue of Life.